# Викрантаварман II
Викрантаварман II — царь Тямпы (Чампы), правивший примерно в конце VII — 1-й половине VIII века на территории Центрального Вьетнама. Если судить по сохранившимся надписям из Мишона, вероятно созданным по указанию Викрантавармана II, в состав его государства входила, как минимум, долина реки Тхубон (современная вьетнамская провинция Куангнам). 
В своих надписях Викрантаварман II величается титулами «Махараджадхираджа («великий царь царей»), знающий истину почтительный владыка Чампы, лев среди царей (царь-лев)». Ранее отождествлялся с известным из средневековых китайских источников царём Линьи Цзяньдуодамо.

## Упоминания в надписях из Мишона. Хронология
Викрантаварману II предположительно принадлежат обнаруженные в Мишоне надписи 1-й половины VIII века, получившие номера C.74, C.77, C.80, C.81, C.97 и C.99. Текст на стороне B плохо сохранившейся надписи C.81, выгравированной на трёх сторонах стелы, упоминает вначале «великого владыку города Чампы, сюзерена великих царей» Шри Пракашадхармана, рождённого в роду Шри Гангешвары, затем «сюзерена великих царей» Викрантавармана, а затем указывает датировку по древнеиндийскому календарю эры шака, соответствующую 712 году нашей эры. Датирование надписи C.81 712 годом создало сложности для определения периода правления царя Пракашадхармана, известного также как Викрантаварман I, поскольку принадлежащая ему надпись C.96 датируется 658 годом. Более того, мишонская надпись C.74, также изданная от имени Викрантавармана, была датирована 741 годом. Исследователи пришли к выводу, что если все три датированные надписи принадлежат одному и тому же царю Викрантаварману, то продолжительность его правления составляла не менее 83 лет (чего теоретически полностью исключать нельзя). Исходя из этого, индийский учёный Р. Ч. Маджумдар предложил считать, что надпись C.74, датированная 741 годом, принадлежит Викрантаварману II, правившему сразу или вскоре после Викрантавармана I (Пракашадхармана). Следуя дальше, российский исследователь А. О. Захаров предположил, что и надпись C.81, датированная 712 годом, также принадлежит Викрантаварману II.
Сильно повреждённая надпись C.74, высеченная на стеле, обнаруженной перед главным храмом Мишона А1, судя по обрывочному тексту, содержит историю создания прямоугольного каменного алтаря высотой 1,5 м, посвящённого Шамбхубхадрешваре и помещавшегося в главном зале этого храма. Вначале повествования говорится о царе Шамбхувармане, сделавшем алтарь из кирпича и покрывший его снаружи серебром, далее упоминается царь Пракашадхарман, также предпринимавший некие строительные действия по отношению к данному алтарю. После упоминания Пракашадхармана рассказывается о том, как Шри Нараваханаварман, судя по всему, тоже царь Тямпы, покрыл этот уже каменный алтарь золотом и серебром (2-я строка стороны B), затем говорится, что Шри Викрантаварман вновь установил на этом алтаре образ богини Лакшми в 653 год эры шака, что соответствует 741 году н. э.. Если допустить, что в этой надписи цари Тямпы упоминаются в хронологической последовательности, то, поскольку о Нараваханавармане рассказывается после Пракашадхармана (Викрантавармана I), но раньше, чем о Викрантавармане, можно предположить, что Нараваханаварман правил между Пракашадхарманом и Викрантаварманом II. В этом случае теория о единственном Викрантавармане, правившем более 83 лет, становится полностью несостоятельной.
Недатированные надписи C.80 и C.97 из храмового комплекса Мишона содержат сведения о том, что царь Викрантаварман, в одном случае, воздвиг золотую статую богини Парамешвари, в другом, кошу (или лингам) божества Вамешвары (одного из воплощений Шивы). Кроме того, Викрантаварман упоминается в недатированной мишонской надписи C.99, имеющей преимущественно религиозное содержание. По палеографическим, данным все эти надписи относят ко времени правления Викрантавармана II.
Поскольку за пределами Мишона не было найдено надписей Викрантавармана II, исследователями было выдвинуто предположение о том, что при этом правителе происходило постепенное ослабление тямского царства в долине реки Тхубон и потеря контроля над его отдалёнными районами. Кроме того, на надписях, приписываемых Викрантаварману II, прерывается эпиграфическая традиция долины Тхубона (следующая обнаруженная здесь надпись C.66 из Донгзыонга датируется уже 875 годом), что может свидетельствовать о временном прекращении власти тямских царей над указанной областью после правления Викрантавармана II.

## Титулы и эпитеты
Надпись из Мишона C.80, высеченная на одной из трёх частей круглого пьедестала, упоминает о Викрантавармане как о «знающем истину почтительном владыке Чампы». Согласно мишонской надписи C.81, Викрантаварман именуется «великим царём царей (махараджадхираджа)», а в надписи C.97 называется «львом среди царей прославленным Викрантаварманом». Мишонская надпись C.74 говорит о Викрантавармане как о «владыке судьбы и прекрасного тела», а также содержит оборот «Шри Викрантаварман, чья великая слава хорошо известна и чья известность происходит от благосклонности ступней-лотосов изначального бога Шри Ишаны».

## Отождествление с царями Линьи
Французский востоковед Жорж Масперо отождествлял Викрантавармана II с царём Линьи Цзяньдуодамо, известным из древнекитайских источников. Этот царь направлял посольства с данью ко двору китайских императоров в 686, 691, 695, 699, 702, 703, 706, 707, 709, 711, 712, 713 и 731 годах. Строго говоря, в сообщении о посольстве 686 года имя царя Линьи не называется; о том, что посольство прислал именно царь Линьи Цзяньдуодамо, говорится в сообщении о посольстве 713 года. Поскольку посольства из Линьи прибывали в Китай после 686 года относительно регулярно, Масперо предположил, что все их отправлял один и тот же царь Цзяньдуодамо, которого он отождествил с известным из мишонских надписей Викрантаварманом II, признав при этом, что между 686 и 731 годами прошло слишком много лет для правления одного царя. Современные исследования показывают, однако, что прямолинейное отождествление данных древнекитайских источников о царстве Линьи и эпиграфических свидетельств долины реки Тхубон вряд ли возможно.